# Gibberula
Gibberula é um género de gastrópode  da família Marginellidae.
Este género contém as seguintes espécies:
- Gibberula abyssicola Monterosato in Locard, 1897
- Gibberula achenea Roth & Coan, 1971
- Gibberula aequatorialis Thiele, 1925
- Gibberula agapeta Watson, 1886
- Gibberula agricola Faber, 2005
- Gibberula albotriangularis Rolan & Fernandes, 1997
- Gibberula aldridgei Usticke, 1969
- Gibberula almadiensis Pin & Boyer, 1994
- Gibberula almo Bartsch, 1915
- Gibberula aperta McCleery, 2008
- Gibberula ardovinii Cossignani, 2006
- Gibberula arubagrandis McCleery, 2008
- Gibberula asellina Jousseaume, 1875
- Gibberula atlantidea Knudsen, 1956
- Gibberula audreyae Cossignani, 2006
- Gibberula aurata Bavay, 1913
- Gibberula baisrei Espinosa & Ortea, 2006
- Gibberula belizensis McCleery, 2008
- Gibberula bengelensis Jousseaume, 1875
- Gibberula benyi Espinosa & Ortea, 2006
- Gibberula boyeri Cossignani, 2006
- Gibberula bribri Espinosa y Ortea, 2000
- Gibberula bulbosa Reeve, 1865
- Gibberula burnupi Sowerby III, 1897
- Gibberula caelata (Monterosato, 1897)
- Gibberula candida Cossignani, 2008
- Gibberula caribetica Espinosa & Ortea, 2002
- Gibberula cavernicola Espinosa & Ortea, 2007
- Gibberula celerae McCleery, 2008
- Gibberula cherubini (Bavay, 1912)
- Gibberula chiarae Bozzetti & Cossignani, 2009
- Gibberula chudeaui Bavay, 1910
- Gibberula cincta Boyer, 2003
- Gibberula colombiana Boyer, 2003
- Gibberula columnella Bavay, 1913
- Gibberula compressa Laseron, 1957
- Gibberula conejoensis McCleery, 2008
- Gibberula confusa Gofas, 1988
- Gibberula crassa McCleery, 2009
- Gibberula cristata Gofas, 1988
- Gibberula crustata (Locard, 1897)
- Gibberula cristinae Tisselli, Agamennone & Giunchi, 2009
- Gibberula cucullata Gofas & Fernandes, 1987
- Gibberula decorfasciata Rolan & Fernandes, 1997
- Gibberula dens Reeve, 1865
- Gibberula diadema Pin & Boyer, 1994
- Gibberula differens E. A. Smith, 1904
- Gibberula diplostreptus May, 1916
- Gibberula dulcis E. A. Smith, 1904
- Gibberula elisae Bozzetti & Cossignani, 2009
- Gibberula eloinae Espinosa & Ortea, 2007
- Gibberula encaustica Reeve, 1865
- Gibberula epigrus Reeve, 1865
- Gibberula evadne Dall & Simpson, 1901
- Gibberula falsijaponica (Habe, 1961)
- Gibberula farlensis McCleery, 2009
- Gibberula ficula Murdoch & Suter, 1906
- Gibberula fortis McCleery, 2008
- Gibberula fortisminor McCleery, 2008
- Gibberula gabryae Bozzetti, 1993
- Gibberula gironai Espinosa & Ortea, 2007
- Gibberula gradatim McCleery, 2008
- Gibberula granulinaformis McCleery, 2008
- Gibberula gruveli Bavay, 1913
- Gibberula hardingae Dell, 1956
- Gibberula hernandezi Contreras & Talavera, 1988
- Gibberula hirami Espinosa & Ortea, 2007
- Gibberula infundibulum Bozzetti, 1994
- Gibberula inopinata Barnard, 1962
- Gibberula insularum Roth & Coan, 1971
- Gibberula jansseni Arsten Menkhorst & G., 1984
- Gibberula jeanae Lussi & Smith, 1998
- Gibberula jenphillipsi McCleery, 2008
- Gibberula jorgefoyoi Espinosa & Ortea, 2007
- Gibberula langostera Espinosa & Ortea, 2007
- Gibberula lavalleeana (d'Orbigny, 1842)
- Gibberula lazaroi Contreras, 1992
- Gibberula lifouana Crosse, 1871
- Gibberula lorenziana Bozzetti, 1997
- Gibberula louisae Bavay, 1913
- Gibberula lucia Jousseaume, 1877
- Gibberula luglii Cossignani, 2001
- Gibberula macarioi Espinosa & Ortea, 2006
- Gibberula macula Espinosa & Ortea, 2009
- Gibberula mandyi Espinosa & Ortea, 2006
- Gibberula marinae Wakefield &McCleery, 2004
- Gibberula marioi Espinosa & Ortea, 2000
- Gibberula mariscali Espinosa & Ortea, 2007
- Gibberula martinae Cossignani, 2001
- Gibberula mazagonica Mellvill, 1892
- Gibberula mendacis Gofas, 1988
- Gibberula miliaria (Linnaeus, 1758)
- Gibberula mimetica Gofas, 1989
- Gibberula minor A. Adams, 1852
- Gibberula modica Gofas & Fernandes, 1987
- Gibberula moscatellii Boyer, 2004
- Gibberula nebulosa Boyer, 2002
- Gibberula nilsi Espinosa & Ortea, 2007
- Gibberula novemprovincialis (Yokoyama, 1928)
- Gibberula occidentalis McCleery, 2008
- Gibberula olivai Espinosa & Ortea, 2006
- Gibberula olivella Cossignani, 2001
- Gibberula oriens McCleery, 2008
- Gibberula oryza (Lamarck, 1822)
- Gibberula ovata Habe, 1951
- Gibberula pacifica Pease, 1868
- Gibberula palazzii Cossignani, 2001
- Gibberula pallata Bavay, 1913
- Gibberula pascuana Rehder, 1980
- Gibberula pfeifferi Faber, 2004
- Gibberula philippii (Monterosato, 1878)
- Gibberula polita Carpenter, 1857
- Gibberula poppei Cossignani, 2001
- Gibberula puntillum Gofas & Fernandes, 1987
- Gibberula quadrifasciata (Marrat, 1873)
- Gibberula quatrefortis McCleery, 2008
- Gibberula rachmaninovi Kellner, 2003
- Gibberula ramsi Espinosa & Ortea, 2007
- Gibberula rauli Fernandes, 1988
- Gibberula recondita Monterosato, 1884
- Gibberula ros Reeve, 1865
- Gibberula rufanensis Turton, 1932
- Gibberula sandwicensis (Pease, 1860)
- Gibberula sansibarica Thiele, 1925
- Gibberula savignyi Issel, 1869
- Gibberula scalarispira Bozzetti, 1997
- Gibberula sebastiani Bozzetti, 1997
- Gibberula secreta Monterosato, 1889
- Gibberula sierrai Espinosa & Ortea, 2000
- Gibberula simonae Smiriglio in Giannuzzi-Savelli et al, 2003
- Gibberula squamosa Boyer, 2003
- Gibberula stella McCleery, 2008
- Gibberula striata Laseron, 1957
- Gibberula sueziensis Issel, 1869
- Gibberula subbulbosa Tate, 1878
- Gibberula subtrigona Carpenter, 1865
- Gibberula tahaukuensis Cossignani, 2001
- Gibberula tantula Gofas, 1989
- Gibberula tenera Menke, 1830
- Gibberula terverianella Bavay, 1922
- Gibberula themisae Espinosa & Ortea, 2007
- Gibberula turgidula (Locard & Caziot, 1900)
- Gibberula ubitaensis Espinosa & Ortea, 2000
- Gibberula ubitalta McCleery, 2009
- Gibberula velox McCleery, 2008
- Gibberula vignali (Dautzenberg & Fischer, 1896)
- Gibberula vitium McCleery, 2008
- Gibberula vomoensis Wakefield & McCleery, 2004
- Gibberula yidii Cossignani, 2006
- Gibberula zonata Swainson, 1840 T